# Farewell Tour
Farewell Tour var en konsertturné av Kiss mellan 1999 och 2001. Den allra sista med alla fyra originalmedlemmarna. Peter Criss lämnade Kiss efter sista spelningen i USA i oktober 2000 och ersattes av Eric Singer lagom till turnén återupptogs i Australien och Japan våren 2001. Ace Frehley lämnade bandet den 24 februari 2002 efter att Kiss hade spelat på avslutningsceremonin av OS i Salt Lake City.

## Spellista
Millennium shows
1. Psycho Circus
2. Shout It Out Loud
3. Deuce
4. Heaven's On Fire
5. Shock Me
6. Firehouse
7. Do You Love Me
8. Let Me Go, Rock 'n' Roll
9. 2.000 Man
10. Cold Gin
11. God Of Thunder (incl. bass solo)
12. Lick It Up
13. I Love It Loud
14. 100.000 Years
15. Love Gun
16. Black Diamond
17. Detroit Rock City
18. Into The Void (incl. guitar solo)
19. Beth
20. Rock And Roll All Nite

Farewell Tour - USA
1. Detroit Rock City
2. Shout It Out Loud
3. Deuce
4. I Love It Loud
5. Shock Me
6. Firehouse
7. Do You Love Me
8. Calling Dr. Love
9. Psycho Circus
10. Heaven's On Fire
11. Let Me Go, Rock 'n' Roll
12. 2.000 Man (incl. guitar solo)
13. Lick It Up
14. God Of Thunder (incl. bass solo)
15. Cold Gin
16. 100.000 Years
17. Love Gun
18. Black Diamond
19. Beth
20. Rock And Roll All Nite

Japan och Australia 2001
1. Detroit Rock City
2. Deuce
3. Shout It Out Loud
4. Talk To Me
5. I Love It Loud
6. Firehouse
7. Do You Love Me
8. Calling Dr. Love
9. Heaven's On Fire
10. Let Me Go, Rock 'n Roll
11. Shock Me
12. Psycho Circus
13. Lick It Up
14. God Of Thunder (incl. bass- and drumsolo)
15. Cold Gin
16. 100.000 Years
17. Love Gun - Medley 1 - Still Love You, Hard Luck Woman, Shandi, I want you and Forever
18. Black Dimaond
19. I Was Made For Lovin' You -  Medley 2 - New York Groove, Got to choose, Parasite, She and Makin' Love
20. Rock And Roll All Nite

## Medlemmar
- Gene Simmons - sång, elbas
- Paul Stanley - sång, gitarr
- Peter Criss - trummor, sång
- Ace Frehley - gitarr, sång
- Eric Singer  - trummor, sång (från år 2001)